# Chertsey
Chertsey es un municipio de Surrey, Inglaterra con una población de 15.967 habitantes.

## Museo
Chertsey tiene un museo de libre entrada en la calle Winsor, el cual provee información acerca de la historia de Chertsey.

## Residentes famosos
- Keith Moon
- Steve Rushton
- Harvey Elliott